# Camponotus cerberulus
Camponotus cerberulus é uma espécie de inseto do gênero Camponotus, pertencente à família Formicidae.